# Малая Балыклы
Малая Балыклы — река в России, протекает по Башкортостану. Приток Ашкадара. Длина реки составляет 35 км. Площадь водосборного бассейна 202 км².

## Данные водного реестра
По данным государственного водного реестра России относится к Камскому бассейновому округу, водохозяйственный участок реки — Белая от города Салавата до города Стерлитамака, речной подбассейн реки — Белая. Речной бассейн реки — Кама.
Код объекта в государственном водном реестре — 10010200512111100018229.